# Stazione meteorologica di Cogollo del Cengio
La stazione meteorologica di Cogollo del Cengio è la stazione meteorologica di riferimento relativa alla località di Cogollo del Cengio.

## Coordinate geografiche
La stazione meteorologica si trova nell'area climatica dell'Italia nord-orientale, nel Veneto, in provincia di Vicenza, nel comune di Cogollo del Cengio, a 250 metri s.l.m. e alle coordinate geografiche 45°47′N 11°25′E.

## Dati climatologici
In base alla media trentennale di riferimento 1961-1990, la temperatura media del mese più freddo, gennaio, si attesta a +1,0 °C, quella del mese più caldo, luglio, è di +22,2 °C .
| COGOLLO DEL CENGIO | Mesi | Mesi | Mesi | Mesi | Mesi | Mesi | Mesi | Mesi | Mesi | Mesi | Mesi | Mesi | Stagioni | Stagioni | Stagioni | Stagioni | Anno |
| COGOLLO DEL CENGIO | Gen  | Feb  | Mar  | Apr  | Mag  | Giu  | Lug  | Ago  | Set  | Ott  | Nov  | Dic  | Inv      | Pri      | Est      | Aut      | Anno |
| ------------------ | ---- | ---- | ---- | ---- | ---- | ---- | ---- | ---- | ---- | ---- | ---- | ---- | -------- | -------- | -------- | -------- | ---- |
| T. max. media (°C) | 4,5  | 8,1  | 12,1 | 16,9 | 20,6 | 25,0 | 27,2 | 26,7 | 22,9 | 16,6 | 10,1 | 5,7  | 6,1      | 16,5     | 26,3     | 16,5     | 16,4 |
| T. min. media (°C) | −2,5 | −0,3 | 3,0  | 7,9  | 11,7 | 15,1 | 17,1 | 17,0 | 14,0 | 8,6  | 3,2  | −0,2 | −1,0     | 7,5      | 16,4     | 8,6      | 7,9  |